# 茹安維爾島

63°15′S 55°45′W / 63.250°S 55.750°W
茹安維爾島（英語：Joinville Island）是南極洲的島嶼，屬於茹安維爾群島的一部分，長64公里、寬20公里，面積1,607平方公里，島上無人居住，英國、阿根廷和智利在南極條約體系下擱置對該群島的領土主權要求。